# Criștioru de Jos
Cristioru de Jos là một xã thuộc hạt Bihor, România. Dân số thời điểm năm 2002 là 1641 người.